# NGC 5988
NGC 5988 (другие обозначения — UGC 9998, MCG 2-40-12, ZWG 78.58, PGC 55921) — галактика в созвездии Змея.
Этот объект входит в число перечисленных в оригинальной редакции «Нового общего каталога».